# Park Zamkowy w Raciborzu

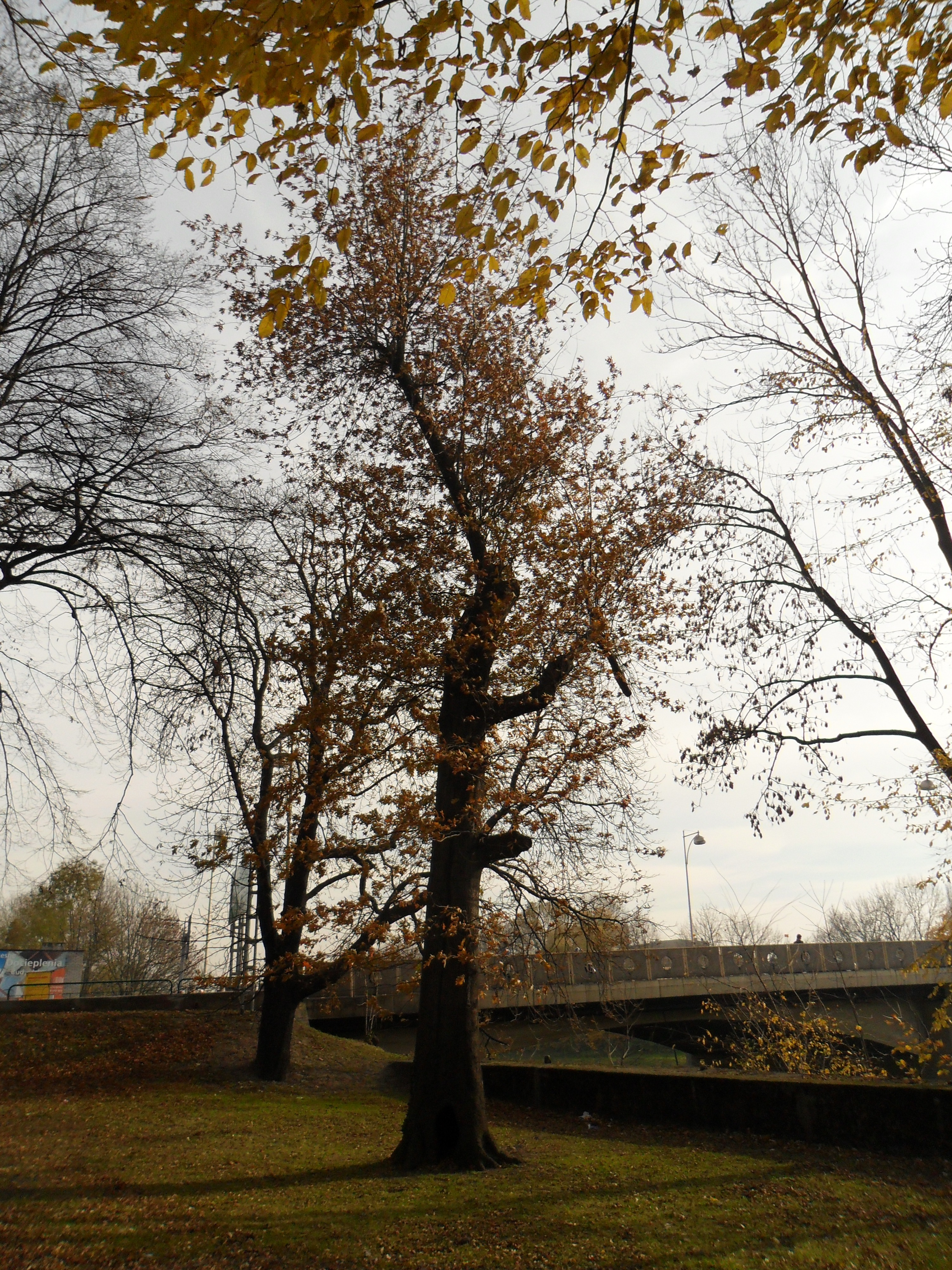
Dąb błotny w parku Zamkowym – pomnik przyrody

Park Zamkowy – park w Raciborzu, położony w centrum miasta, na prawym brzegu Odry, w dzielnicy Ostróg. Okala raciborski zamek oraz stadion OSiR-u. Znajduje się w nim pomnik Powstańców Śląskich, odsłonięty w 1958 roku, w miejscu, w którym Niemcy pochowali uczestników III powstania śląskiego.

## Przyroda
Park leży na terenie dawnego wierzbowo-topolowego lasu łęgowego. Niektóre rosnące w nim okazy są pozostałością po tym lesie i rosną zupełnie naturalnie.
Zadrzewienie parku stanowią głównie drzewa liściaste: klon pospolity, klon jawor, jesion wyniosły, dąb szypułkowy, dąb czerwony, lipa drobnolistna, wiąz, kasztanowiec biały, orzech włoski, robinia biała, wierzba płacząca, wierzba krucha, olsza czarna, liczne gatunki topoli m.in. topola biała, topola czarna, topola kanadyjska, topola Simona, pojedyncze okazy klonu srebrzystego, buku zwyczajnego, dębu błotnego i surmii bignoniowej, a także pojedyncze egzemplarze drzew iglastych – świerka pospolitego i sosny czarnej. W parku istnieją również liczne grupy krzewów ozdobnych oraz iglastych, kokorycz pełna, zawilec gajowy, zawilec żółty, czosnek niedźwiedzi, a także kwietniki, trawniki i łąki parkowe.
Osobliwością przyrodniczą parku jest ponad 20 okazów topoli czarnej, będących pozostałościami po rosnącym kiedyś na terenie parku nadodrzańskim lesie łęgowym. Obwody pni tych drzew mają od 4 do ponad 6 m, wysokością znacznie przekraczają 20 m, a najstarsze z nich liczą sobie ponad 200 lat. Nie cieszą się najlepszym stanem zdrowotnym – niektóre konary drzew są obłamane, pnie dziuplaste i wypróchniałe, a kora obłupana. Na części drzew spotkać można rzadko spotykane tumorzaste obrzęki.
Inną osobliwością parku jest egzemplarz dębu błotnego, rosnący niedaleko skrzyżowania ulic Zamkowej i Armii Krajowej, który w 1992 roku uchwałą Rady Miasta uznany został za pomnik przyrody. Wiek dębu określany jest na około 110 lat. Jego obwód wynosi 310 cm, pierśnica 98 cm, wysokość 16 m, a średnica korony 7 m. Stan zdrowotny drzewa jest zadowalający, aczkolwiek nie jest ono zachowane w całości – pozostała głównie kłoda i ok. 40% masy korony, brak jest partii wierzchołkowej, spowodowany złamaniem przewodnika oraz wykonaniem cięć redukcyjnych. Od strony południowej u nasady pnia znajduje się ubytek wgłębny o wymiarach 20 × 40 cm, uwidaczniający puste wnętrze drzewa. Na pniu widoczna jest również zarastająca blizna, będąca śladem po uderzeniu pioruna, liczne spękania korowiny i ślady urazów mechanicznych. Częściowo odsłonięte są korzenie szkieletowe. Już usunięty, najniżej odchodzący konar posiadał zarastające rozszczepienie na wysokości 4 m, a także rozległy ubytek powierzchniowy w miejscu wygięcia. Objęto go ochroną ze względów historycznych i naukowo-dydaktycznych, z uwagi na atrakcyjny pokrój drzewa i budowę morfologiczną liści oraz kory, a także ze względu na fakt, iż jest ono pozostałością historycznego założenia parkowego (reprezentuje również słabo zachowany w tym miejscu starodrzew wokół zamku)
W parku znajdują się także okazy jesionu wyniosłego, dębu szypułkowego i dębu czerwonego, które rozważa się w kontekście uznania za pomniki przyrody.